# Dorfkirche Reinsdorf (Waldheim)

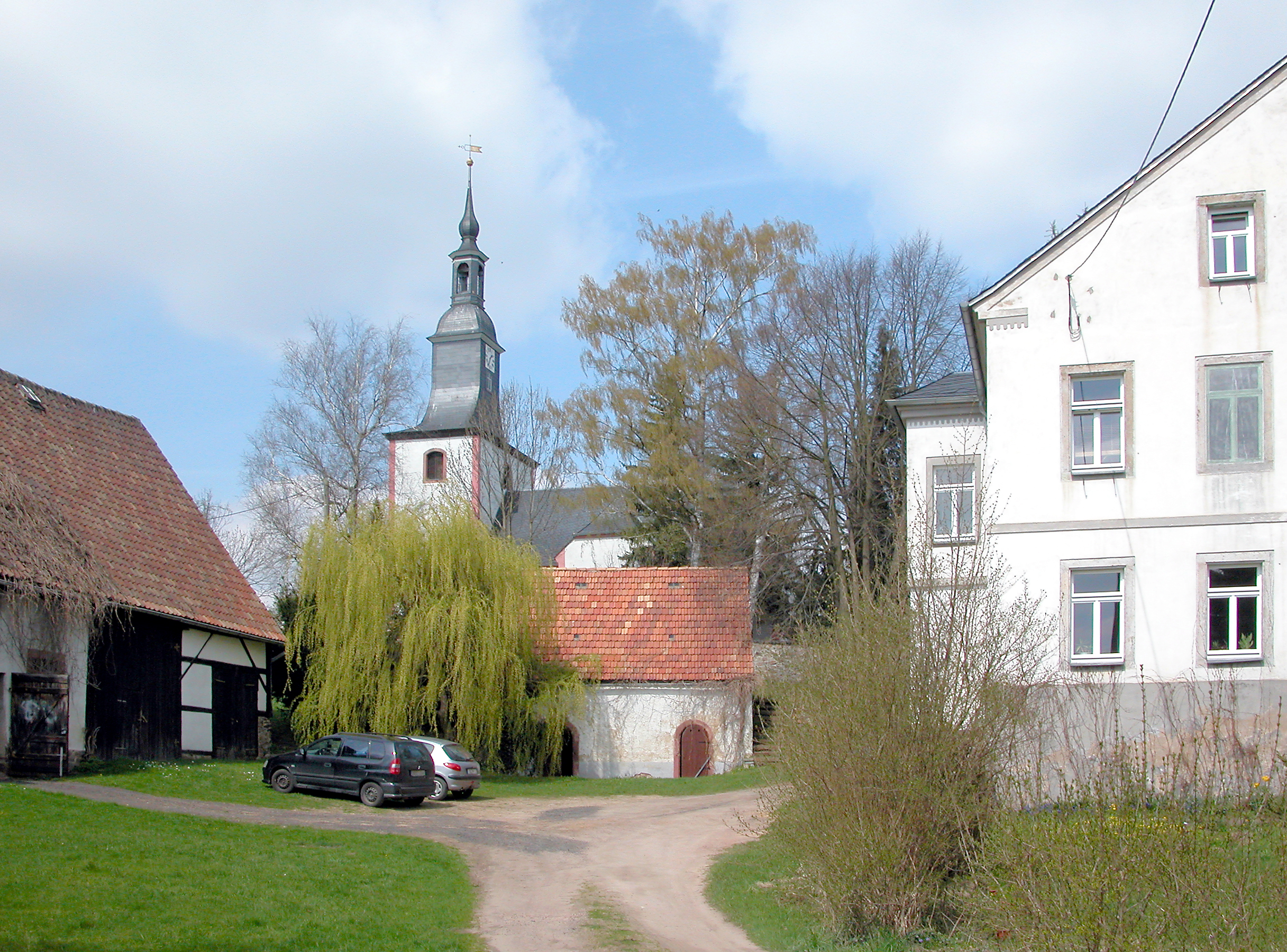
Dorfkirche Reinsdorf

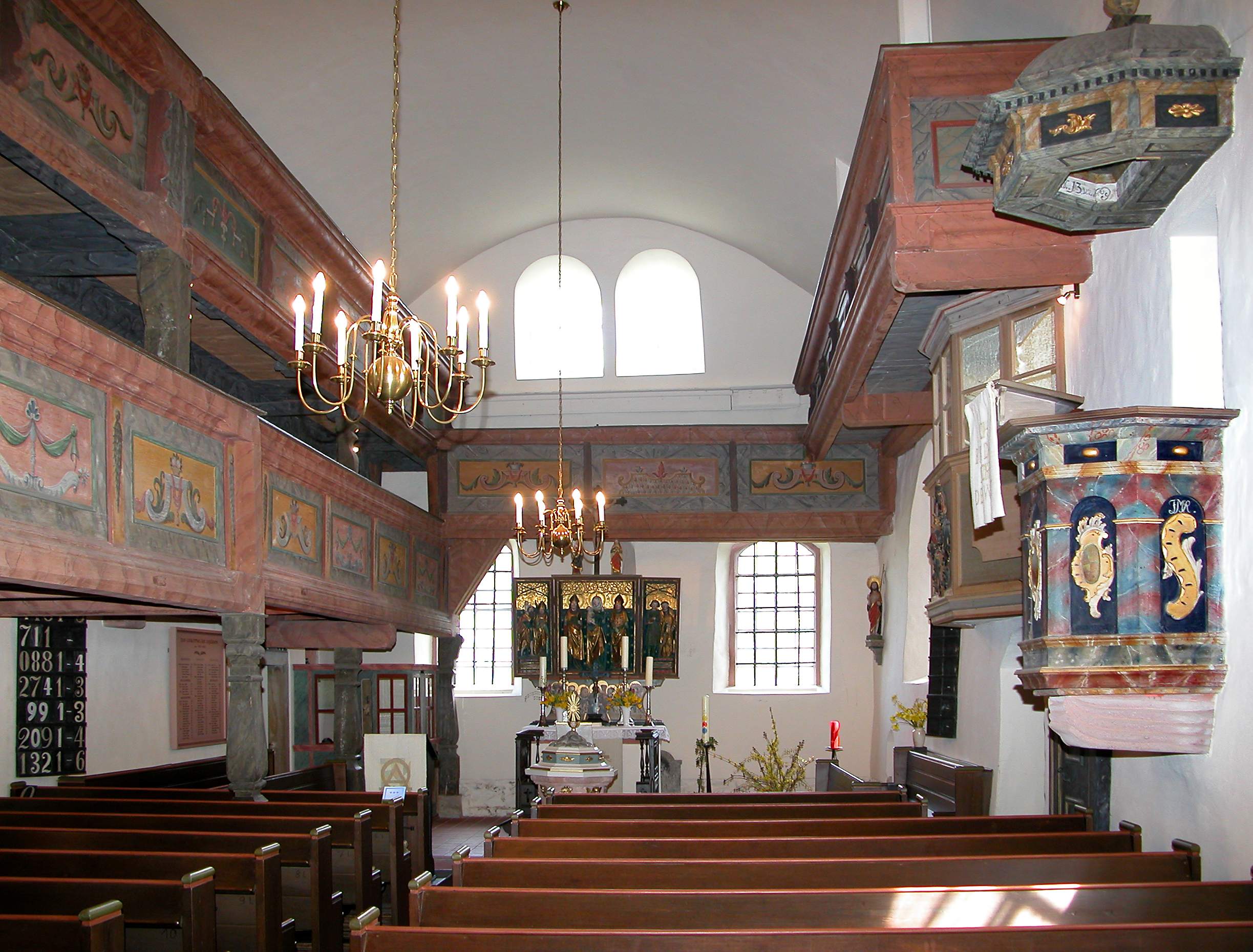
Innenansicht

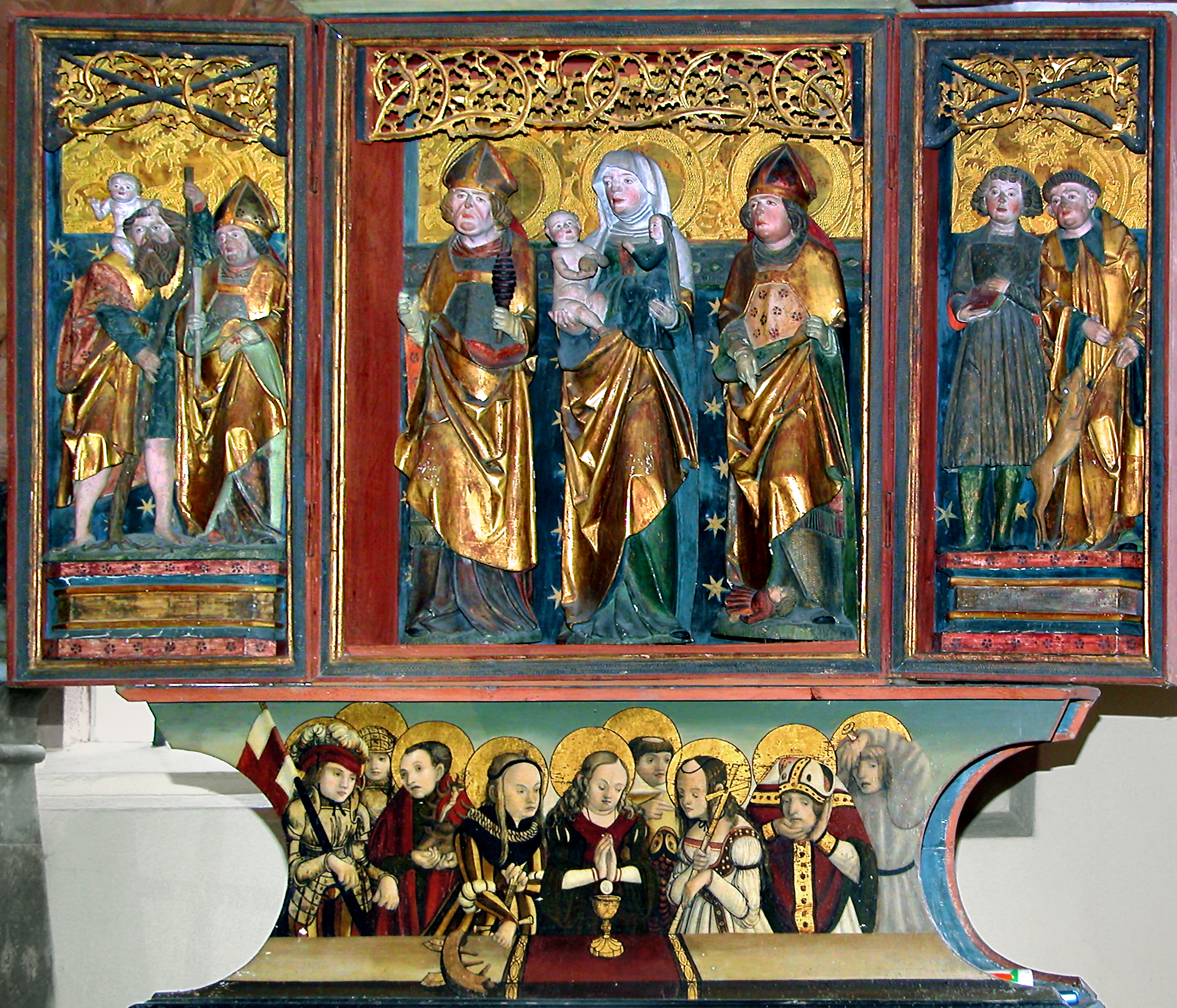
Altar

Die evangelische Dorfkirche Reinsdorf ist eine ursprünglich romanische, barock erneuerte Saalkirche im Ortsteil Reinsdorf von Waldheim im Landkreis Mittelsachsen in Sachsen. Sie gehört zur Kirchengemeinde Waldheim-Geringswalde im Kirchenbezirk Leisnig-Oschatz der Evangelisch-Lutherischen Landeskirche Sachsens.

## Geschichte und Architektur
Die Kirche ist eine unter Verwendung der Umfassungsmauern des offenbar romanischen Vorgängerbauwerks in den Jahren nach 1676 erneuerte Saalkirche. In den Jahren 1880 und 1930 erfolgte eine Restaurierung des Inneren. Das Bauwerk ist ein verputzter Bruchsteinbau mit geradem Ostschluss; an der Südseite sind zwei Spitzbogenfenster eingebaut. An der Westseite steht der massige querrechteckige romanische Turm, der durch einen schlanken Helm aus dem Jahr 1825 bekrönt ist. Ein Spitzbogenportal erschließt das Bauwerk von der Südseite, mit Profilüberschneidungen in der Archivolte aus der Zeit um 1480, die Rosette mit Sechspass aus Rochlitzer Porphyr stammt aus dem 13. Jahrhundert.
Der durch den Emporeneinbau bestimmte Innenraum schließt mit einem Segmentbogentonnengewölbe, das Erdgeschoss des Turms öffnet sich mit zwei Rundbogenarkaden zum Saal. Die fast völlig umlaufenden Emporen sind an der Nordseite zweigeschossig und zeigen an den Brüstungen ornamentale Malereien mit Tuchgehängen und Voluten aus dem 18. Jahrhundert, die 1930 freigelegt wurden. Die Logen an der Südseite sind mit dem prachtvollen Wappen derer von Kriebstein geschmückt.

## Ausstattung
Der wertvolle spätgotische Flügelaltar wurde vielleicht vom Meister des Alexiusaltars der Augustinerkirche (ehemalige Schlosskirche auf dem Gelände der heutigen Justizvollzugsanstalt Waldheim, Altar jetzt in der Burg Kriebstein) um 1520 geschaffen. In der Predella sind die vierzehn Nothelfer, im Schrein Anna selbdritt, daneben die Heiligen Erasmus und Valentin, in den Flügeln die Heiligen Christophorus und Blasius sowie ein Heiliger mit Buch und Ägidius dargestellt. Auf den Rückseiten ist die Darstellung der Verkündigung gemalt. Im Auszug ist eine geschnitzte Kreuzigungsgruppe aus dem 16. Jahrhundert zu sehen.
Die Kanzel ruht auf einem vermutlich gotischen Kragstein; der Schalldeckel und der Kanzelkorb stammen wohl noch aus der ersten Hälfte des 17. Jahrhunderts. Die Taufe wurde im 18. Jahrhundert geschaffen, der Taufstein stammt wohl noch aus gotischer Zeit, der Aufsatz ist in Rokokoformen gestaltet.
Die Orgel ist ein Werk von Urban Kreutzbach aus dem Jahr 1872/73 mit elf Registern auf einem Manual und Pedal.